# Полето
Полето (болг. Полето) — село в Благоевградской области Болгарии. Входит в состав общины Симитли. Находится примерно в 7 км к юго-востоку от центра города Симитли и примерно в 19 км к югу от центра города Благоевград. По данным переписи населения 2011 года, в селе  проживало 677 человек.

## Население
| Год     | 1956 | 1965 | 1975 | 1985 | 1992 | 2001 | 2011 |
| ------- | ---- | ---- | ---- | ---- | ---- | ---- | ---- |
| Жителей | 579  | 805  | 772  | 798  | 816  | 757  | 677  |

| Национальность | Человек | Процент |
| -------------- | ------- | ------- |
| болгары        | 638     | 98,15%  |
| другие         | 10      | 1,54%   |
| Всего ответов  | 650     |         |

|  |